# 笹沢美明
笹沢 美明（ささざわ よしあき、1898年2月6日 - 1984年3月29日）は、日本の詩人。

## 来歴・人物
横浜市の富裕な商人の家庭に生まれ育つ。東京外国語学校（現東京外国語大学）ドイツ語科を卒業後、1週間で勤めを辞し、遊民となる。ハイネによって詩に目覚め、リルケを始めとするドイツ語圏の詩と詩論を日本に紹介。新即物主義の先駆者。親の遺産を使い果たした後は貧困の中で暮らしていたが、戦後、昭和女子大学教授や工学院大学教授を歴任した。
詩集に『蜜蜂の道』『海市帖』『美しき山賊』『おるがん調』『冬の炎』『仮設のクリスタル』など。
三男は小説家の笹沢左保。自伝小説『詩人の家』に父の姿が描かれている。

## 著書
- 『蜜蜂の道 詩集』文芸汎論社 1940年
- 『海市帖 詩集』湯川弘文社・新詩叢書 1943年
- 『いたずら風の子 学童文庫 3年生の童話』児童図書刊行会 1947年
- 『ゲーテ 永遠の青春詩人 その生涯と作品』信友社 信友文庫　1953
- 『ゲーテ 中学生の伝記』宝文館 1953年
- 『リルケの愛と恐怖』宝文館 1953年
- 『中学生のための新文章教室』宝文館・中学生の本棚選書 1956年
- 『冬の炎 詩集』昭森社 1960年
- 『仮設のクリスタル 笹沢美明詩集』黄土社 1966年
- 『ドイツ現代詩概観』三修社 1966年
- 『秋湖ひとつ 笹沢美明散文詩集』白凰社 1969年
- 『笹沢美明全詩集』朝日出版社 1970年
- 『抒情性の変態 詩論集』親愛 (製作) 1972年

### 共編著
- 『翼 飛行詩集』編 東京出版 1944年
- 『新文芸語辞典』福田清人、瀬沼茂樹共編 第二書房 1950年
- 『日本詩人全集』第1-2巻 明治篇 神保光太郎共編 1952年 創元文庫
- 『歌仙三吟「四季」四篇』那須辰造、藤島昌平共著 青芝俳句会 1968年

### 翻訳・再話
- ウエルフエル『或る人間の秘密』春陽堂・世界名作文庫 1932年
- 『民族の花環 現代独逸詩集』洛陽書院 1943年
- 『シンドバッドの七つの冒険』文章社 1948年
- 『ノヴアーリス詩集』蒼樹社・世界詩人叢書 1948年
- 『マルクス詩集・エンゲルス詩集』安岡時夫共訳 蒼樹社 1948年
- ハーベイ原作『ロビンフッド』小峰書店・小学生文庫 1951年
- ノヴァーリス『夜の讃歌 他三篇』1959年 岩波文庫
- シュトルム『雨姫さま』講談社・世界名作童話全集 1962年
- 『世界名詩集 第7 ノヴァーリス[編] 聖歌』平凡社 1968年